# جيرز أوف وور 2
جيرز أوف وور 2 (بالإنجليزية:Gears of War 2) أي:«تروس الحرب 2» هي لعبة اكشن من منظور الشخص الثالث. طورت من قبل شركة إيبك جيمز لغة إنجليزية و هي من نشر مايكروسوفت جيم ستوديوز (Microsoft Game Studios) حصريا على منصة إكس بوكس 360.

## القصة
تدور أحداث اللعبة بعد الجزء الأول وقصة اللعبة بشكل عام أن وحوشا تسمى وحوش Locust ظهرت من باطن الأرض وقامت بتدمير العالم وقتل الكثير من البشر مما جعلهم مهددين بالانقراض، وحوش Locust يشبهون البشر لكنهم يتميزون بالبشرة الرمادية بالإضافة إلى الوجوه القبيحة والبشعة كما أن هناك الكثير جدا من الوحوش المخيفة يشبهون العناكب والخ..، في الجزء الأول دخل بطل اللعبة (ماركيس فينكس) السجن لأنه خالف الأوامر المطلوبة منه وانشغل بمحاولة انقاذ والده (آدام فينكس) الذي اختفى لظروف مجهولة، لكن صديقه (دومينك سنتايجو) أخرجه من السجن بعد محاولة وحوش Locust اقتحام المكان الذي يحتجز فيه السجناء، نجح ماركيس وأصدقائه في الجزء الأول من وضع قنبلة ضوئية في باطن الأرض والتي سببت قتل الكثيرين من وحوش الـLocust، تدور أحداث الجزء الثاني بعد 6 شهور من الجزء الأول، حيث أن الكثير من المدن قد تعرضت للغرق مما يوضح أن وحوش الـLocust قد عادت من جديد وعلى ماركس فينكس قتالهم من جديد، كما أن القصة لن تركز فقط على ماركيس فقط، وإنما على الشخصيات الأخرى مثل دومنيك الذي يبحث عن زوجته التي اختفت لسبب مجهول.

## أجزاء اللعبة
| العنوان        | السنة | الجهاز                           |
| -------------- | ----- | -------------------------------- |
| جيرز أوف وور   | 2006  | إكس بوكس 360 ، مايكروسوفت ويندوز |
| جيرز أوف وور 2 | 2008  | إكس بوكس 360                     |
| جيرز أوف وور 3 | 2011  | إكس بوكس 360                     |
| جيرز أوف وور 4 | 2016  | إكس بوكس ون                      |

## وصلات خارجية
- الموقع الرسمي